# Robbie, a fóka
A Robbie, a fóka, másik címén Robbie, a fókacsemete (eredeti cím: Hallo Robbie!) 2001-ben bemutatott német televíziós sorozat. A műsor alkotója Tilman Kellersmann, a történet pedig egy fókakutató és az általa örökbefogadott címszereplő állat életét követi nyomon. A főbb szereplők közt megtalálható Marion Kracht, Karsten Speck, Karina Kraushaar, Laura Lehnhardt és Inka Victoria Groetschel.
A sorozatot Németországban a ZDF adta 2001. december 29. és 2009. január 24. között. Magyarországon a Duna Televízió mutatta be.

## Cselekmény
Robbie egy oroszlánfóka, aki egy kutatóközpontban nevelkedett, azonban felnőtt korára már nem maradhatott ott. A kisállat így Dr. Jens Lennart tengerbiológushoz kerül, aki egyedül neveli lányát, Laurát Rügen. A fókával kiegészült család a gazdálkodásból és apartmankiadásból élő Marten családdal, Frakuevel és Uwevel él együtt, akiknek szintén van egy gyerekük Kai képében.
Jens közben összejön az asszisztensével, Carlával, azonban gyerekük elvetélése után véget ér a kapcsolatuk. A doktor később az orvos Anne Templinnel jön össze, aki Lauraval marad mikor Jenst Spitzergakba megy egy kutatást vezetni, azonban ott Jens életét veszti. A karakter kiírására azért volt szükség, mert az őt játszó Karsten Speck ingatlancsalás miatt börtönbe került.
Dr. Lennart helyét régi főiskolai barátja, Florian Hellberg veszi át, aki a fókakutatás mellett a természetvédelem érdekeiért is harcol.

## Szereplők
| Szereplő             | Színész          | Magyar hang                                                                  |
| -------------------- | ---------------- | ---------------------------------------------------------------------------- |
| Dr. Florian Hellberg | Marcus Grüsser   | Simon Kornél                                                                 |
| Dr. Anne Templin     | Leonore Capell   | Majsai-Nyilas Tünde                                                          |
| Uwe Marten           | Till Demtrøder   | Czvetkó Sándor (1-4. évad) Hevér Gábor (5-8. évad)                           |
| Laura Lennart        | Laura Lehnhardt  | Czető Zsanett (1-3. évad) Károlyi Lili (4. évad) Tamási Nikolett (5-7. évad) |
| Kai Marten           | Tim Braeutigam   | Berkes Bence (1-3. évad) Bogdán Gergő (4. évad) Szvetlov Balázs (5-8. évad)  |
| Dr. Jens Lennart     | Karsten Speck    | Schnell Ádám (1-4. évad) Anger Zsolt (5-6. évad)                             |
| Carla Dux            | Karina Kraushaar | Orosz Helga (1-4. évad) Balsai Móni (5-6. évad)                              |
| Frauke Marten        | Marion Kracht    | Kiss Erika (1-4. évad) Román Judit (5. évad)                                 |
| Leonie Mommsen       | Jenny Jürgens    | Söptei Andrea                                                                |
| Eva Luzius           | Susanne Gärtner  | Bánfalvi Eszter                                                              |

## Magyar változat
- Magyar szöveg: Nagy Gabriella (1-4. évad), Géczi Vera (5. évad), Pallinker Emőke (6-8. évad)
- Szerkesztő: Kulics Ágnes (1-3. évad), Horvát Ádám Márton (4. évad), Gyulai Zsuzsa (5-8. évad)
- Hangmérnök: Müller Kálmán (1-3. évad)
- Vágó: Katona Edit (1-3. évad)
- Hangmérnök és vágó: Csomár Zsoltán és Soltész Márton (4. évad), Miklós Miklós (5. évad), Traub Gyula (6-8. évad)
- Produkciós asszisztens: Fodor Eszter (4. évad)
- Gyártásvezető: Lajtai Erzsébet (1-3. évad), Kasznárné Nagy Éva (5-8. évad)
- Szinkronrendező: Mihályfalvi Mihály (1-3. évad), Cobor Éva (4. évad), Rehorovszky Béla (5-8. évad)
- Produkciós vezető: Ozorai Katalin (1-3. évad), Ambrus Zsuzsa (4. évad), Dudás István (5-8. évad)

1-3. évad: A szinkront a Duna Televízió megbízásából a Filmhatár Kft. készítette.
4. évad: A szinkront az MTVA megbízásából a MAHIR Film Kft. készítette.
5-8. évad: A szinkront az MTVA megbízásából a Viderent Kft. készítette.

## Epizódok
| Évad | Évad | Részek száma | Részek száma | Eredeti sugárzás    | Eredeti sugárzás  | Eredeti adó |
| Évad | Évad | Részek száma | Részek száma | Évadbemutató        | Évadzáró          | Eredeti adó |
| ---- | ---- | ------------ | ------------ | ------------------- | ----------------- | ----------- |
|      | 1.   | 6            | 6            | 2001. december 29.  | 2002. február 2.  | ZDF         |
|      | 2.   | 10           | 10           | 2002. december 26.  | 2003. február 22. | ZDF         |
|      | 3.   | 10           | 10           | 2003. december 27.  | 2004. február 28. | ZDF         |
|      | 4.   | 10           | 10           | 2005. április 2.    | 2005. június 4.   | ZDF         |
|      | 5.   | 10           | 10           | 2005. november 12.  | 2006. január 28.  | ZDF         |
|      | 6.   | 10           | 10           | 2007. április 7.    | 2007. június 16.  | ZDF         |
|      | 7.   | 10           | 10           | 2008. szeptember 6. | 2008. november 8. | ZDF         |
|      | 8.   | 10           | 10           | 2008. november 15.  | 2009. január 24.  | ZDF         |